# Prha arnika

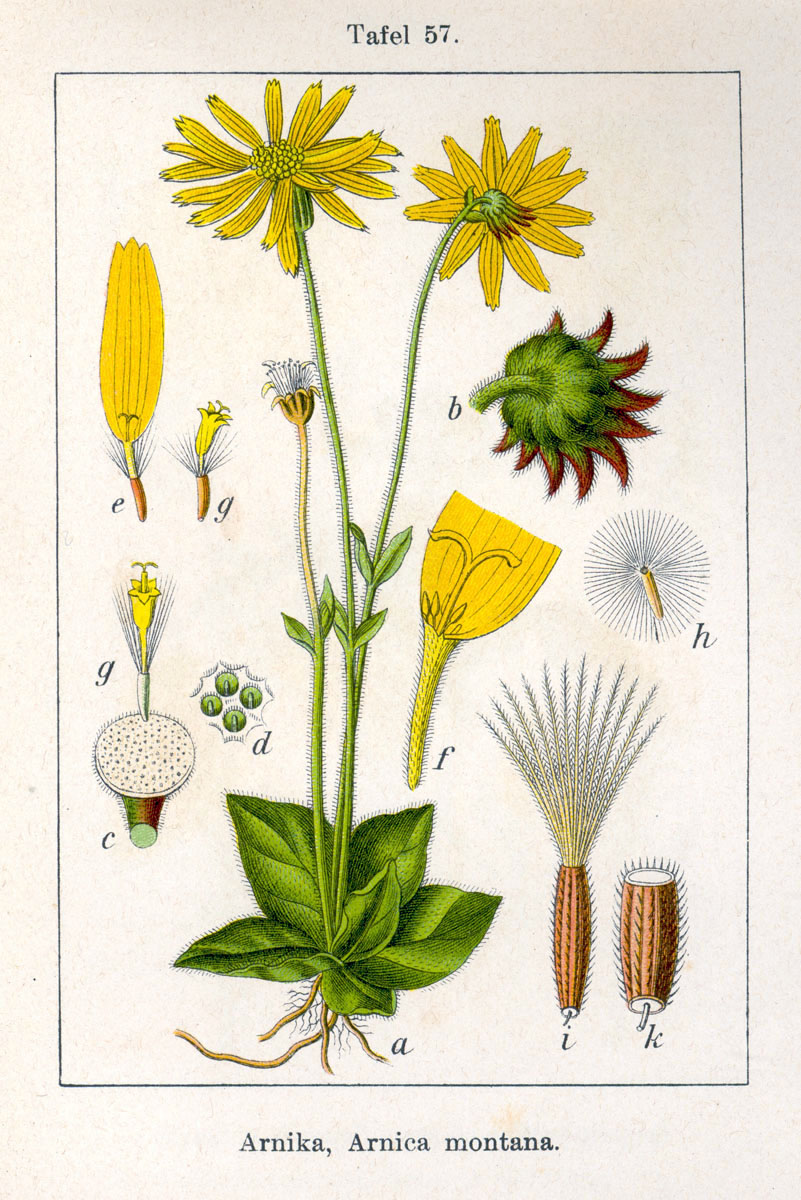
Sturmova ilustrace arniky z roku 1796

Prha arnika (Arnica montana), nazývaná též arnika horská nebo prostě arnika, je vytrvalá bylina z čeledi hvězdnicovité (Asteraceae). Vyznačuje se přízemní růžicí listů, lodyhou s 1 nebo 2 páry vstřícných lodyžních listů a velkými úbory žlutooranžových květů. Prha arnika je rozšířena výhradně v Evropě. Vyskytuje se i v České republice, kde patří k ohroženým druhům a je chráněna zákonem. Arnika je ceněná léčivá rostlina, používaná zejména zevně na poranění a záněty. Je jedovatá.

## Popis
Prha arnika je vytrvalá, živě zelená přímá bylina s krátkým, tlustým, šikmo plazivým oddenkem. Kvetoucí lodyha dorůstá výšky 15 až 70 cm. Listy jsou uspořádány v přízemní růžici, několik listů je i na lodyze. Přízemní listy jsou přisedlé, celokrajné, obvejčité až eliptické, obvykle 6 až 15 cm dlouhé a 1,5 až 5 cm široké, s 5 až 7 souběžnými žilkami. Lodyžní listy jsou vstřícné nebo výjimečně (anomálie) střídavé, v 1 až 2 (až 3) oddálených párech. Úbory jsou nečetné, jednotlivé na vrcholu lodyhy a koncích větví, v počtu 1 až 7. Kvete od června do srpna. Úbory mají 5 až 8 cm v průměru a jsou podepřené polokulovitým zeleným zákrovem. Na okraji úboru je asi 15 až 25 jazykovitých květů s 18 až 30 mm dlouhou, žloutkově žlutou ligulou. Trubkovité středové květy jsou tmavě žluté. Nažky jsou 5 až 7 mm dlouhé, světle hnědé až černé, úzce vřetenovité. Na vrcholu nesou bledě žlutý, 7 až 11 mm dlouhý chmýr.

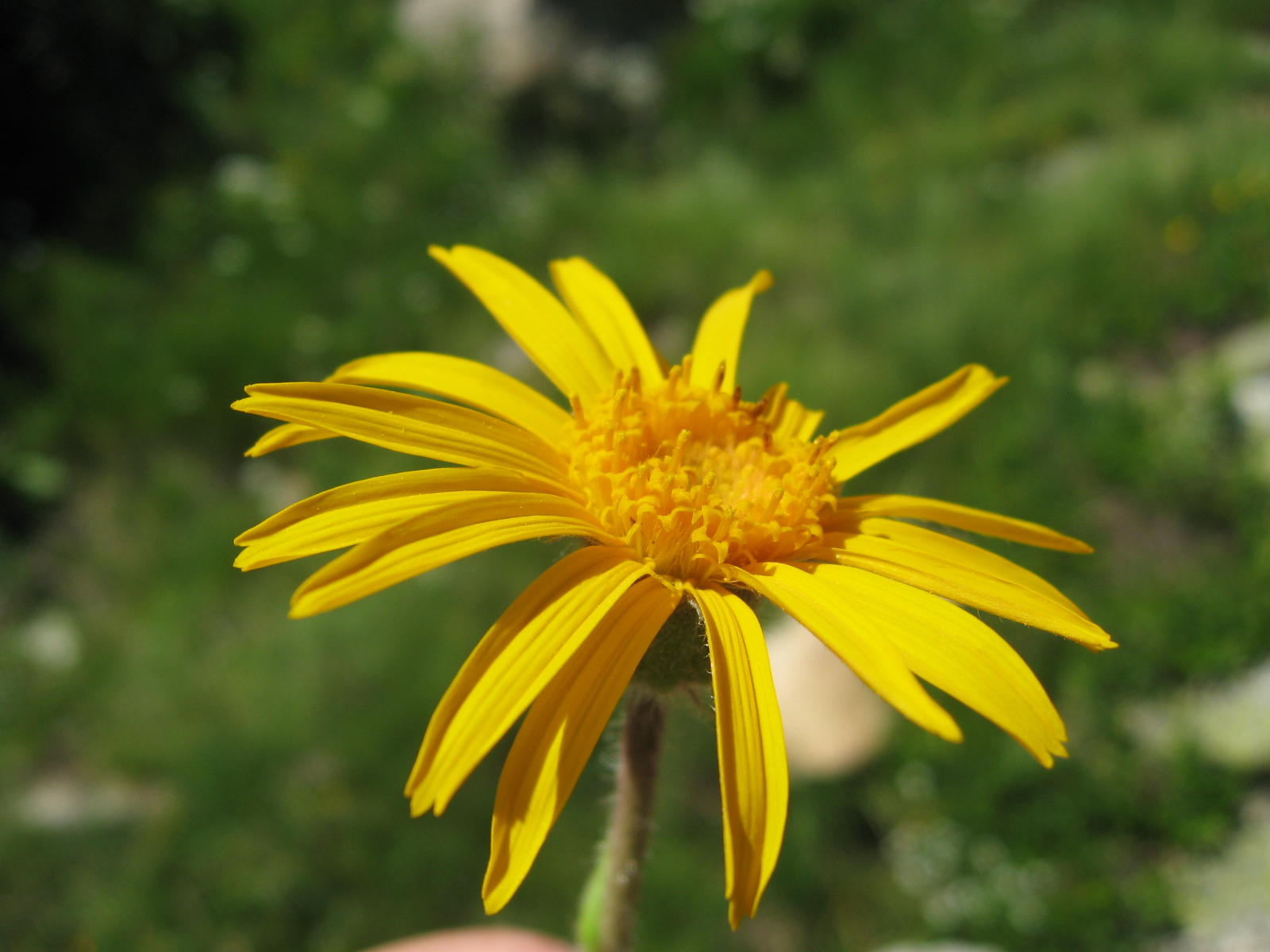
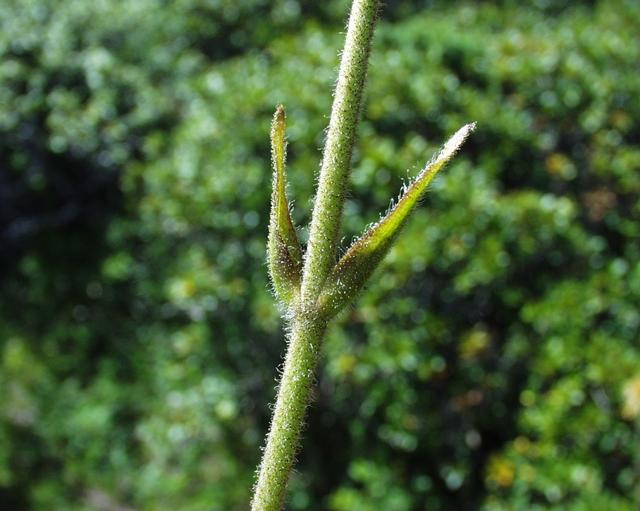
Lodyžní listy arniky
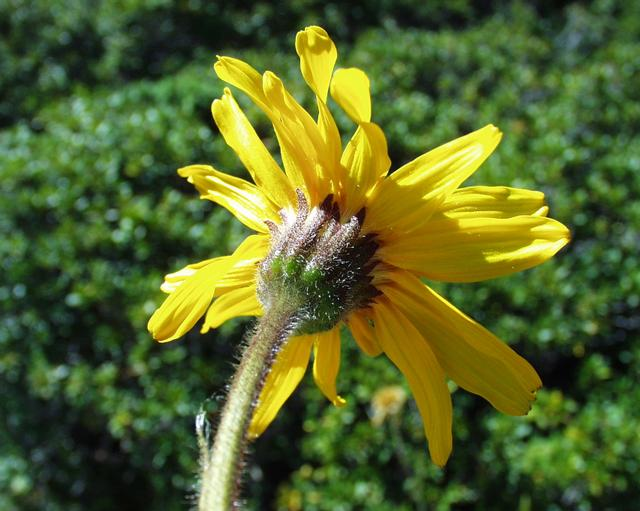
Detail zákrovu arniky
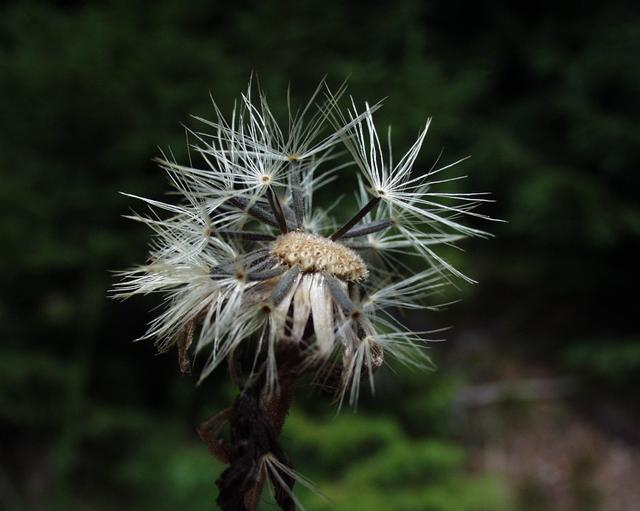
Plodenství arniky se zralými nažkami

## Rozšíření
Arnika roste v ČR zejména v českých pohraničních horách (nejhojněji na Šumavě a v Krkonoších) a v některých oblastech podhůří, např. v Brdech, Předšumaví, Třeboňské pánvi. Na Moravě se již vyskytuje dosti zřídka, např. v Jeseníkách, Beskydech, na Svitavsku a ve Vsetínských vrších. Vyhledává kyselé silikátové půdy a vyhýbá se bazickým horninám. Nejčastěji ji lze nalézt na horských pastvinách, mokrých a rašelinných loukách, ve světlých jehličnatých lesích, v kosodřevině, na vřesovištích a podél lesních cest. Je to světlomilný druh, ve stínu vytváří pouze přízemní růžice a nekvete. Druh ve druhé polovině 20. století silně ustoupil zejména vlivem hnojení a zániku vhodných stanovišť a na mnohých lokalitách v nižších polohách zcela vymizel. Na našem území představuje arnika alpský migrant.
Prha arnika je evropský endemit, ovšem s rozsáhlým areálem výskytu. Je rozšířena porůznu téměř po celé Evropě mimo její jihovýchodní části (Řecko, Bulharsko, Turecko), téměř celého Apeninského poloostrova a Britských ostrovů. Na východ její areál sahá po Lotyšsko, Bělorusko a nejzápadnější část Ruska. Centrum výskytu je v horách Střední Evropy, stabilní populace jsou zejména ve Švýcarsku a v ukrajinských Karpatech. V Alpách vystupuje až do alpínského stupně, v Pyrenejích do výšky 2500 metrů. V jihozápadní Evropě (Španělsko, Portugalsko a jz. Francie mimo Pyrenejí) roste poddruh Arnica montana subsp. atlantica.

## Význam
Arnika náleží mezi léčivé rostliny s dlouhou tradicí používání. Nejčastější lékovou formou je tinktura. Je používána zejména zevně při léčbě drobnějších poranění, otoků a podobně. Vnitřně se používá zejména v kardiologii, neboť působí na prokrvení věnčitých cév. Vnitřní užívání náleží do rukou kvalifikovaného odborníka, neboť při nesprávném dávkování hrozí otrava. Z tohoto důvodu se zcela upustilo od používání arniky v čajích. Při zevním používání se využívá protizánětlivého účinku. Ředěná tinktura je aplikována ve formě obkladů na drobnější poranění, vředy, křečové žíly, artritidu, záněty ústní sliznice, záněty kloubů, bodnutí hmyzem a podobně. Z tinktury lze připravit také mast. Nedoporučuje se aplikace přímo do otevřené rány.

## Obsahové látky
Arnika obsahuje silici (v květu až 0,14 %, v oddenku až 1,5 %), hořčiny, karotenoidy, třísloviny, mastné kyseliny, thymol, seskviterpenoidní laktony a flavonoidy. Obsahuje též stopy netoxických pyrrolizidinových alkaloidů (tussilagin a isotussilagin). Mezi zásadní laktony náleží zejména helenalin a 11,13-dihydrohelenalin a jejich estery s mastnými kyselinami. Z flavonoidů jsou to zejména glykosidy a glukuronidy spinacetinu, hispidulinu, patuletinu a isorhamnetinu.

Strukturní vzorec helenalinu
Strukturní vzorec spinacetinu
Strukturní vzorec thymolu

## Jedovatost a kontraindikace
Při nadměrném dávkování může arnika způsobit otravu, která se projevuje zejména změnami v tepové frekvenci, bušením srdce, zrychleným dechem, gastroenteritidou a paralýzou svalstva. Byl dokonce zaznamenán případ úmrtí po požití 70 gramů tinktury z květů. Pacientům s alergií na jiné hvězdnicovité rostliny (např. slunečnici, aksamitník nebo řimbabu) by měla být arnika podávána obezřetně, neboť při kontaktu může vyvolat dermatitidu. Případy dermatitidy byly popsány i u nealergických jedinců při dlouhodobém nadměrném používání arnikové tinktury. Arniku by neměly užívat těhotné a kojící ženy.

## Sběr
Protože arnika náleží v České republice mezi chráněné rostliny, její sběr není povolen a droga se dováží ze zahraničí. V rámci Evropy je sběr v určitém omezeném množství povolen např. ve Švýcarsku. Nejčastěji se sbírá květ, zatímco od sběru oddenku se z ekologických důvodů upouští. Někdy se též sbírá celá kvetoucí nať.
Květ se sbírá od června do srpna a sbírají se obvykle pouze jednotlivé květy bez zeleného zákrovu a květního lůžka. Oddenek se sbírá na podzim, v září či říjnu. Suší se rychle a ve stínu, přičemž teplota nemá překročit 40 °C. Sušená droga je slabě aromatická a má ostře kořenitou, nahořklou chuť.

## Podobné rostliny
Arnika může být zaměněna s jinými žlutě kvetoucími hvězdnicovitými bylinami, jako je oman (Inula), kamzičník (Doronicum), hadí mord (Scorzonera). Dosti podobný je zejména hadí mord nízký (Scorzonera humilis), který navíc často roste na podobných stanovištích. Liší se zejména řapíkatými přízemními listy, úzkými a střídavými lodyžními listy a obsahem mléčné šťávy (arnika nemléčí). V Alpách a na Slovensku může dojít k záměně také s kamzičníkem Clusiovým (Doronicum clusii).

## Použití v homeopatii
Homeopatická tinktura se připravuje z usušeného práškovaného oddenku nebo z květů, které se sbírají před rozkvětem i se zákrovem. Tinktura se ředí lihem až do potence D12. Její použití je dosti široké a zahrnuje pohmožděniny, podlitiny, vyvrknuté klouby, neuralgie, ischias, pooperativní péči, šokové stavy, bolesti svalů a kloubů, srdce, žaludek aj. a také některé negativní stavy mysli. Homeopatická arniková tinktura bývá podávána jako první pomocný prostředek k ošetření šoku např. po úrazu, lékařských zákrocích, ztrátě blízkého člověka, návštěvě zubaře a podobně.

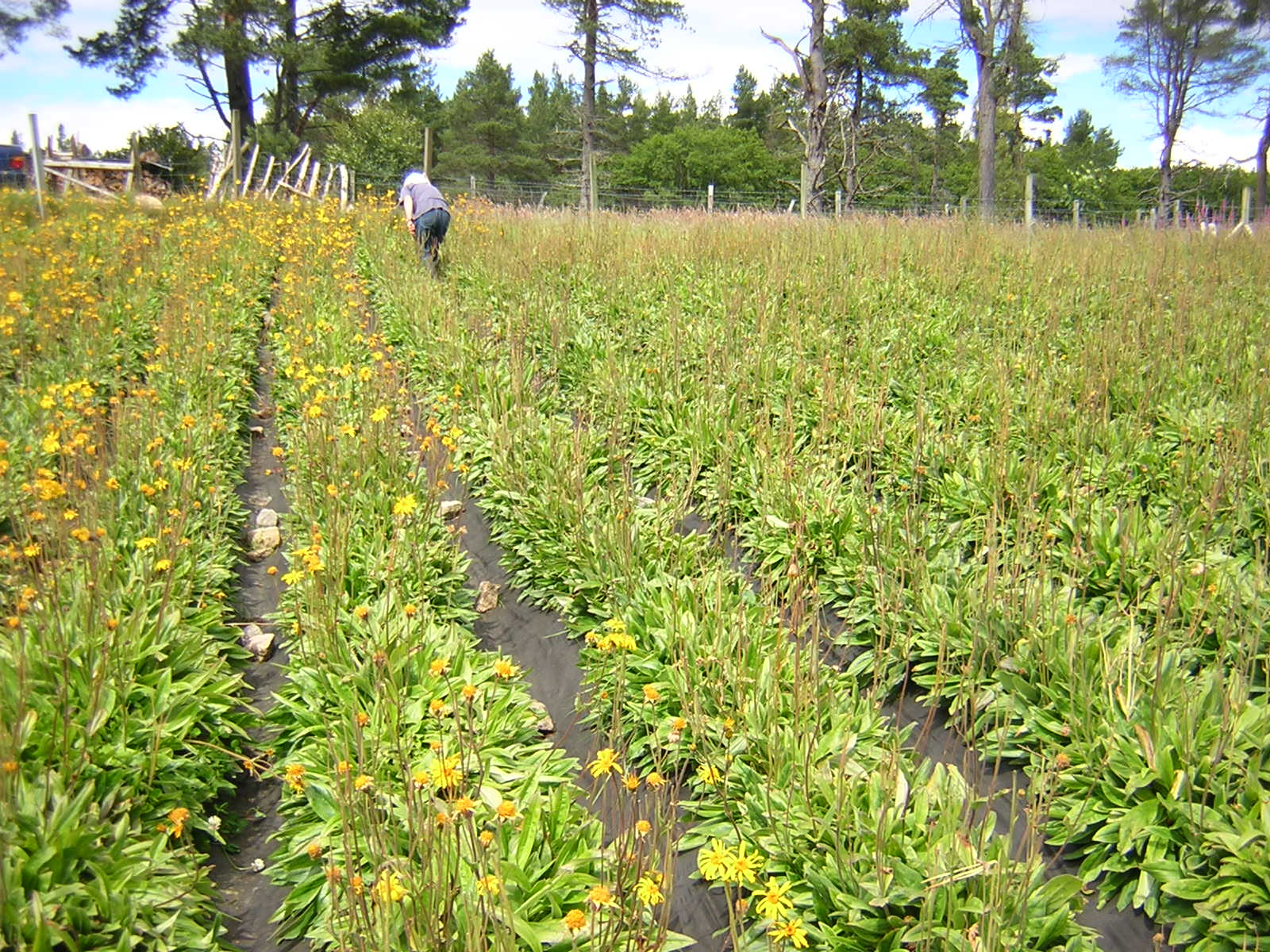
Plantáž arniky ve Skotsku
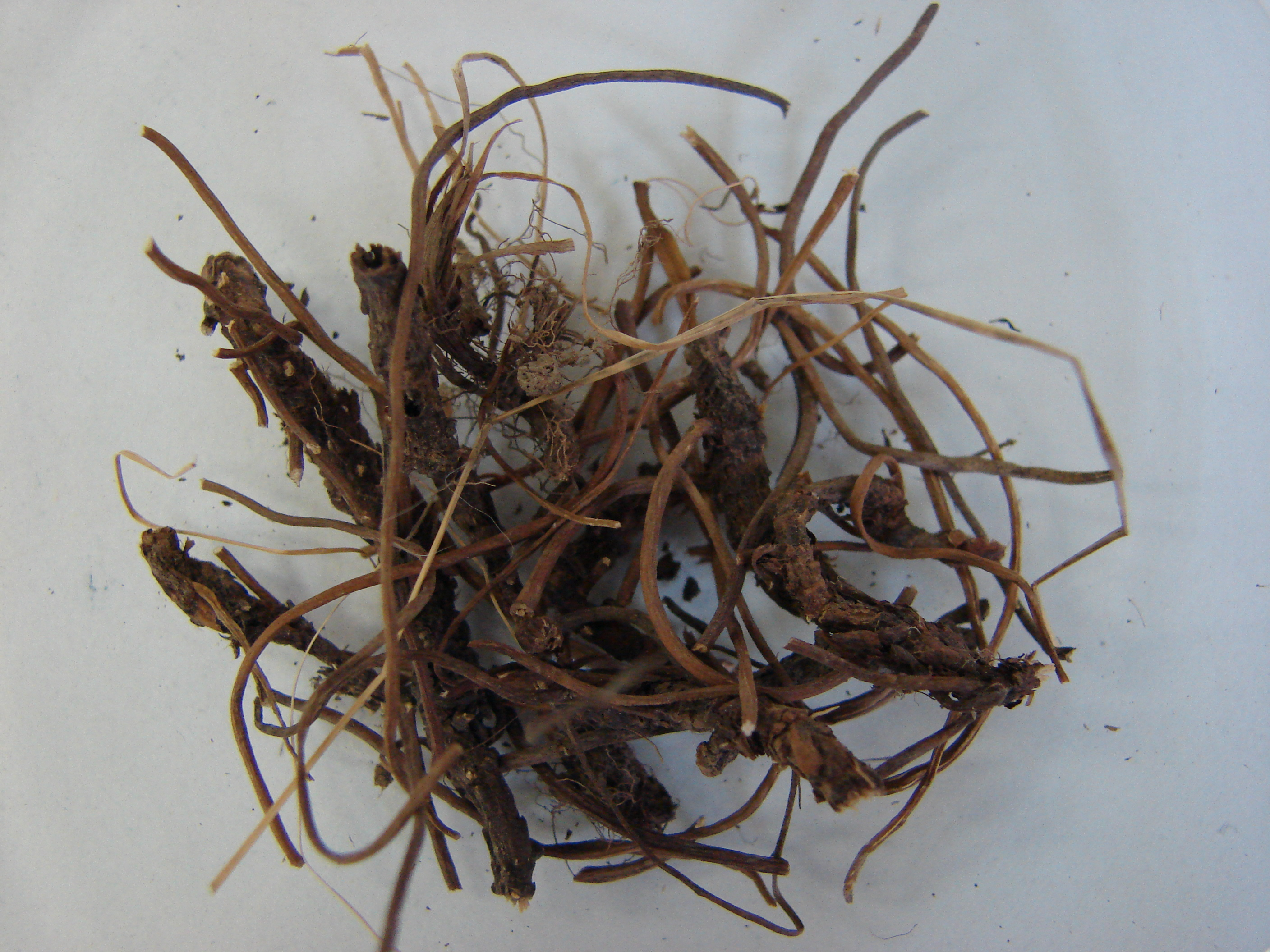
Sušený oddenek a kořen arniky
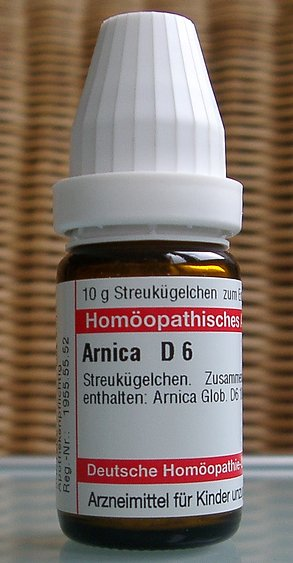
Homeopatická tinktura z arniky
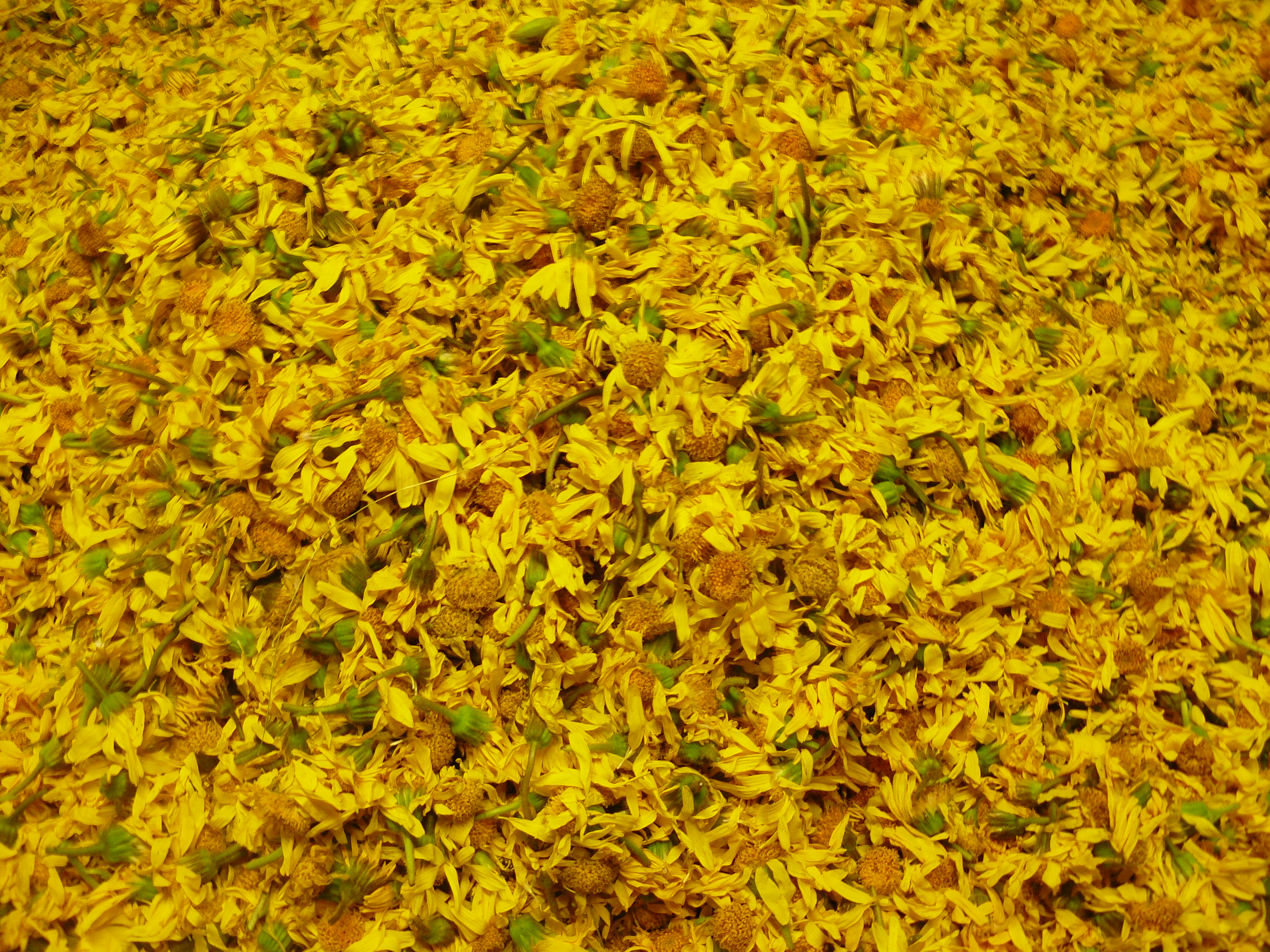
Arnikový květ